# Robert Glendenning
Robert "Bob" Glendenning (Tyne and Wear, 6 de junho de 1888 - 19 de novembro de 1940) foi um futebolista e treinador britânico.

## Carreira
Robert Glendenning foi treinador elenco da Seleção Neerlandesa de Futebol, que disputou as Olimpíadas em Amsterdã em 1928, e as Copas do Mundo de 1934 e de 1938.